# Georges Delpech
Pour les articles homonymes, voir Georges Delpech et Delpech.
Georges Delpech, né le 25 avril 1922 à Toulouse (Haute-Garonne) et mort le 6 septembre 1989 dans la même commune, est un homme politique français.

## Biographie
Il est, de 1950 à 1958, secrétaire de la Confédération générale du travail - Force ouvrière des industries chimiques.

## Détail des fonctions et des mandats
Mandat parlementaire
- 12 mars 1967 - 30 mai 1968 : Député de la 3e circonscription de la Haute-Garonne